# Lupă

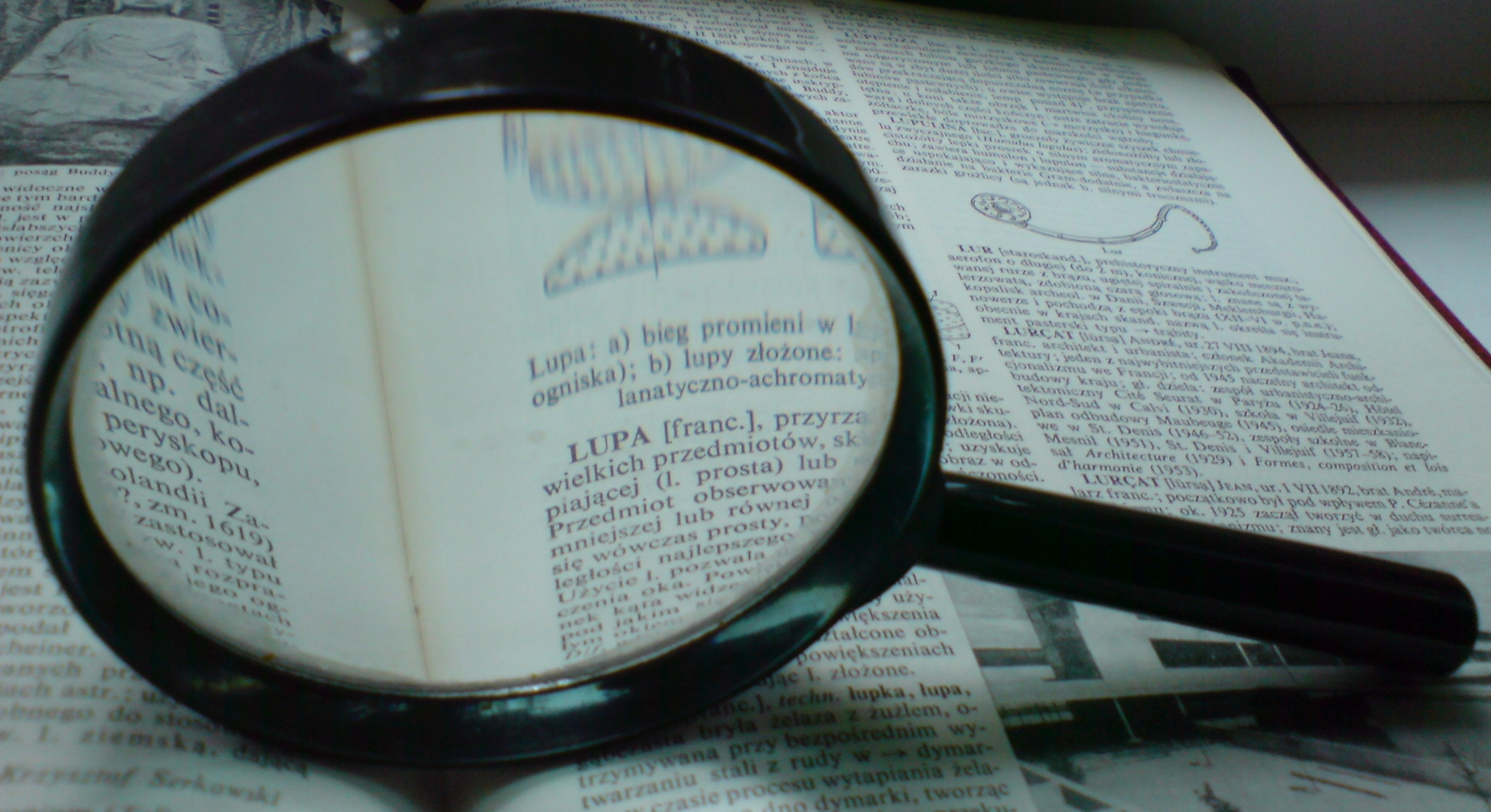
Lupă pentru lectură

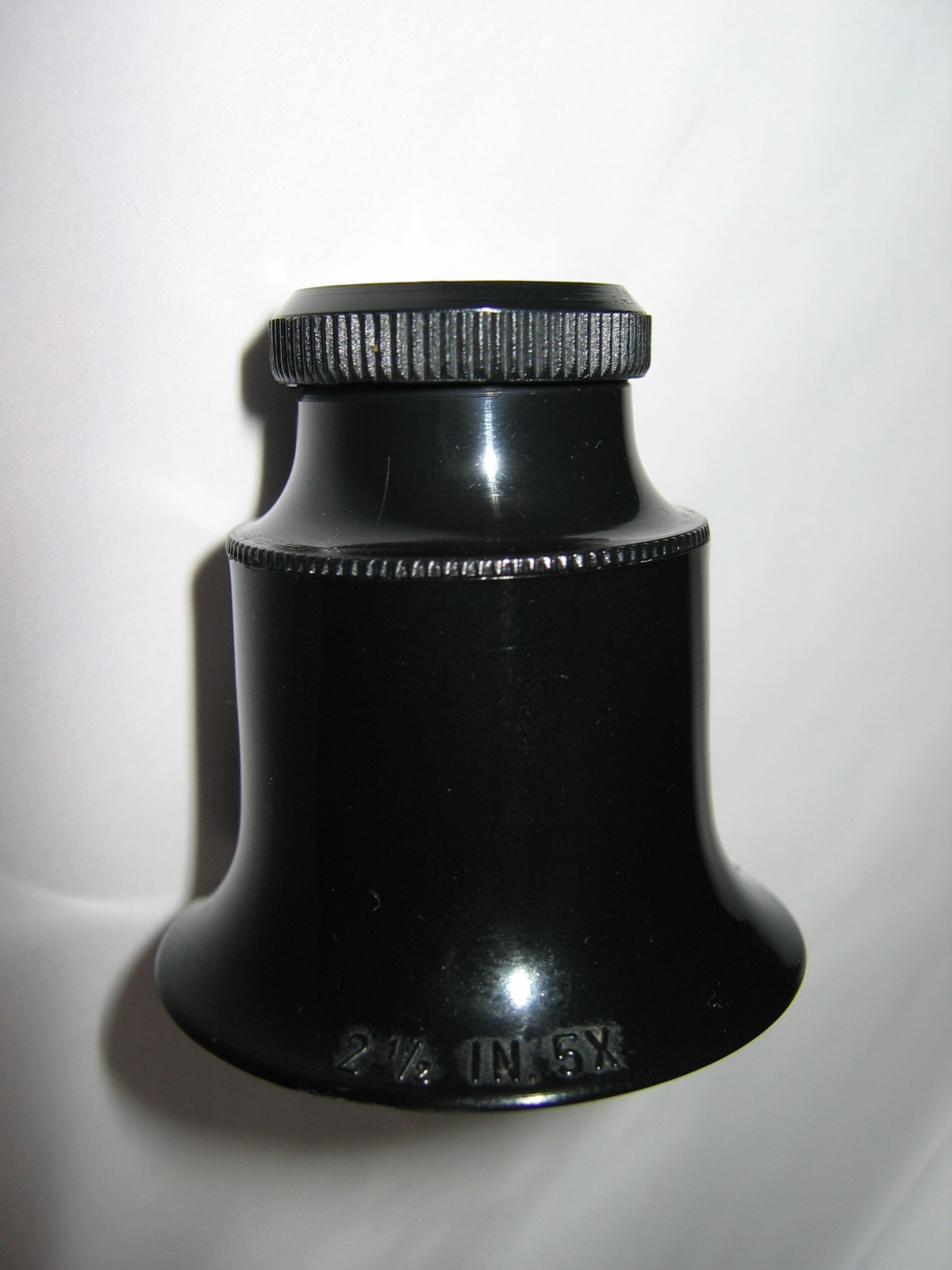
Lupă de ceasornicar

O lupă este un instrument optic format dintr-o lentilă convergentă sau dintr-un ansamblu convergent de lentile, fixate într-o montură, care, așezat în fața unui obiect, dă o imagine mărită a acestuia, permițând examinarea unor obiecte de foarte mici dimensiuni. 
O lupă uzuală are o distanță focală de circa 25 cm, corespunzând unei puteri optice de 4 dioptrii. Grosismentul (mărirea aparentă a dimensiunilor unui obiect cu ajutorul unor instrumente optice) unei astfel de lupe este de „2×”. Grosismentul unei lupe de ceasornicar sau de bijutier ajunge până la valoarea de „10×”, fiind standardul pentru inspectarea bijuteriilor și a semnelor distinctive. Pietrele vor fi uneori inspectate la măriri mai mari de 10×, deși profunzimea câmpului vizual devine prea mică pentru a fi utilă.  Prin urmare, standardul acceptat pentru clasificarea diamantelor este că incluziunile și petele vizibile la 10× afectează gradul de claritate.

## Istorie
Lupa este considerată unul dintre cele mai simple aparate optice. Grecii și romanii au folosit acum 2000 de ani un vas de sticlă umplut cu apă pentru a vedea diferite obiecte mărite.
Primele lentile de sticlă au început să fie folosite pe la începutul anilor 1000 d.Hr. de către călugării ce scriau manuscrise. După anii 1200 au apărut ochelarii cu lentile slabe care corectau hipermetropia. După circa 200 de ani a fost descoperită tehnica fabricării ochelarilor cu lentile concave, astfel a putut fi corectată și miopia.

## Tipuri de lupe

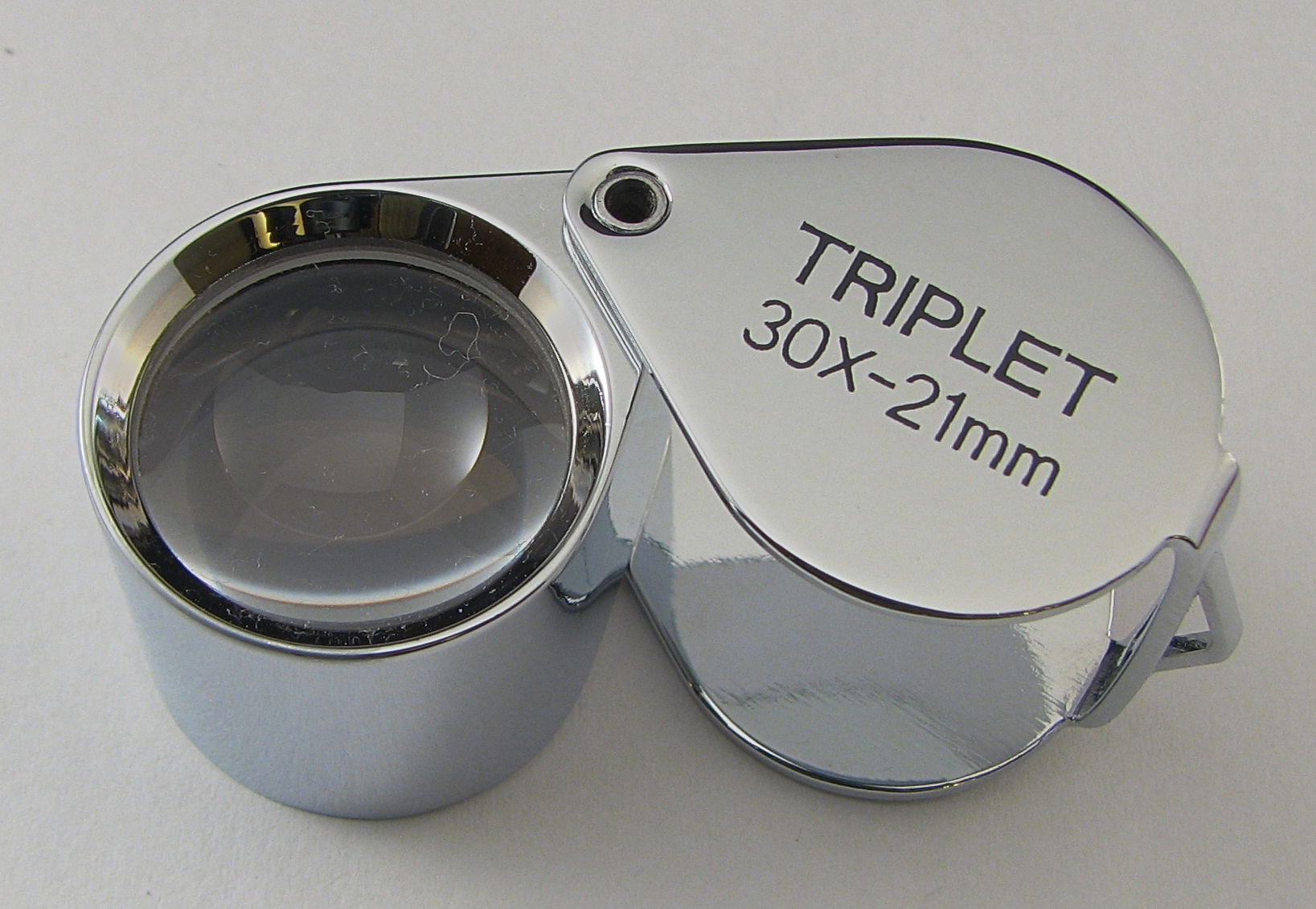
Lupă filatelică

Cea mai cunoscută și utilizată este lupa de mână, disponibilă în numeroase mărimi, forme și lentile. Există chiar și lupe în forma de creion.
Lupa cu iluminare este de obicei o lupă mică, ce poate fi folosită și pe timp de noapte. Cel mai des este alimentată de baterii.
Lupa textilă pentru controlul rasterului țesăturii, conține o singură lentilă din sticlă cu factorul de mărire uzual între 6x și 10x, montată deasupra unui suport în care este decupat un orificiu pătrat, gradat pe laturi.
Lupa de buzunar, cunoscută și sub denumirea de lupă filatelică, este o lupă de mici dimensiuni, însă este și precisă, datorită faptului că de obicei conține trei lentile.
Lupa cu mărire (zoom), funcționează pe același principiu ca și o lupă normală, doar că utilizatorul nu mai este nevoit să depărteze sau să apropie lupa de obiect. De asemenea abaterea este minimă.
Lupa cu tehnologie LED este foarte precisă și redă orice imagine în cel mai mic detaliu. Poate avea numeroase LED-uri încorporate, care pot fi folosite pentru a obține o imagine cu o luminozitate puternică, foarte aproape de cea naturală, sau chiar se poate mări contrastul. Fiecare lentilă are o reglare individuală a clarității și se poate corecta și cea mai mică imperfecțiune.